# Oreophryne brevirostris
Espèce
Statut de conservation UICN

 DD  : Données insuffisantes
Oreophryne brevirostris est une espèce d'amphibiens de la famille des Microhylidae.

## Répartition
Cette espèce est endémique de l'Est de la province indonésienne de Papouasie en Nouvelle-Guinée occidentale. Elle est présente entre 3 400 et 3 500 m d'altitude sur le Gunung Mandala,.

## Étymologie
Son nom d'espèce, du latin, brevis, « court » et rostris, « museau », lui a été donné en référence à la morphologie de sa tête.

## Publication originale
- Zweifel, Cogger & Richards, 2005 : Systematics of microhylid frogs, genus Oreophryne, living at high elevations in New Guinea. American Museum Novitates, no 3495, p. 1-25 (texte intégral).